# Toke Gormsen
 Denne artikel bør gennemlæses af en person med fagkendskab for at sikre den faglige korrekthed.

Toke (også kendt som Val-Toke) (formentlig født i 940'erne, død 986) var søn af Gorm den Gamle og konge af Skåne 971-986, indsat af sin storebror Harald Blåtand samt måske tillige jarl af Vendsyssel. Det var tidligere antaget, at han var nævnt på en runesten i Aars ved Aars Kirke, den såkaldt Års-stenen, hvor der står:
Forsiden: Asser satte denne sten efter sin 'drot' Val-Toke.
Bagsiden: Stenen forkynder at den længe vil stå her, den skal nævne Val-Tokes varde.
Endvidere nævnes han på Hällestad-sten 1 (sv) i Skåne, en sten rejst af Eskil efter Toke Gormsen, som han omtaler som sin hullan drōttin. Indskriften på Hällestad-sten 1 lyder: 
Eskil satte denne sten efter Toke Gormssøn, der var ham en huld drot (herre). Han flygtede ikke ved Uppsala. Drenge (våbenfæller) satte efter deres bror stenen på højen støt med runer. De gik Gorms Toke nærmest.
Han nævnes endvidere på Hällestad-sten 2 (sv) og Hällestad-sten 3 (sv).[kilde mangler]
I 971 omtales han som først i tyverne og dette år lod hans bror Harald ham udnævne som konge i Skåne.[kilde mangler]
Han havde, ifølge nogle angivelser, en søn ved navn Asbjørn Tokesen.
Toke døde under slaget ved Fyrisvollene, som fandt sted i  986. Sammen med ham og mange andre døde også en Asbjørn, der af flere er blevet udlagt som Tokes søn, selvom 'beviset' for et sådan familieskab dog ikke er entydigt. Odinkar, biskop i Ribe, nævnes også som en søn af "Toki, hertug af Vendsyssel" i Adam af Bremens krønike.